# Городское поселение Инсар
Городско́е поселе́ние Инсар — муниципальное образование в Инсарском районе Мордовии Российской Федерации.
Административный центр — город Инсар.

## История
Статус и границы городского поселения установлены Законом Республики Мордовия от 28 декабря 2004 года № 119-З «Об установлении границ муниципальных образований Инсарского муниципального района, Инсарского муниципального района и наделении их статусом сельского поселения, городского поселения и муниципального района».

## Население
| 2002  | 2009  | 2010  | 2012  | 2013  | 2014  | 2015  |
| ----- | ----- | ----- | ----- | ----- | ----- | ----- |
| 9002  | ↘8565 | ↗8709 | ↘8654 | ↘8609 | ↘8576 | ↘8451 |
| 2016  | 2017  | 2018  | 2019  | 2020  | 2021  |       |
| ↘8351 | ↘8187 | ↘8027 | ↘7847 | ↘7682 | ↗7943 |       |

## Состав городского поселения
| № | Населённый пункт | Тип населённого пункта        | Население |
| - | ---------------- | ----------------------------- | --------- |
| 1 | Заря             | посёлок                       | ↗23       |
| 2 | Инсар            | город, административный центр | ↗7920     |